# Gairloch-Moräne
Die Gairloch-Moräne ist ein Endmoränenzug, der den Wester Ross Readvance definiert. Sie wurde in der Ältesten Dryaszeit von einem Lobus des erneut vorstoßenden British Irish Ice Sheet auf der Gairloch-Halbinsel im Nordwesten Schottlands zurückgelassen.

## Etymologie
Die namensverleihende Ortschaft Gairloch an der Nordwestküste Schottlands lautet im Schottisch-Gälischen Geàrrloch. Das Adjektiv geàrr, abgeleitet vom Altirischen gerr, bedeutet „kurz“. Das weibliche Substantiv loch meint einen „See“, „Meerarm“ oder auch „Fjord“. Gairloch ist somit ein „kurzer Fjord“.

## Erstbeschreibung
Eine erste wissenschaftliche Beschreibung des Endmoränenzugs stammt von Mary Robinson und Colin Kerr Ballantyne aus dem Jahr 1979.

## Geographie

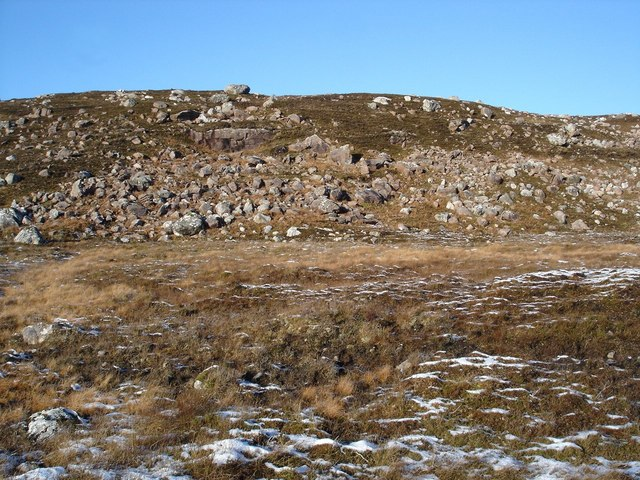
Aus Erratika bestehender Geröllrücken der Gairloch-Moräne nordwestlich von Gairloch

Die Gairloch-Moräne, im Englischen Gairloch Moraine, beginnt im Nordwesten vom Baosbheinn und zieht dann nach Nordwesten ans Meer zum Port Henderson. Hier setzt sie sich submarin nach Norden fort in Richtung Longa Island und quert dabei den Gair Loch. Bei Big Sand kommt sie wieder an Land und durchzieht dann auf 10,5 Kilometer die gesamte Gairloch-Halbinsel in Nord-Süd-Richtung – bis Sròn a’ Gheodha Dhuibh. Hier am Nordwestausgang vom Loch Ewe geht sie sodann untermeerisch in die Aultbea-Moräne über.

## Beschreibung
Die Gairloch-Moräne markiert die Westgrenze eines ehemaligen, 25 Kilometer breiten Gletschers, der sowohl den Gair Loch als auch den Loch Ewe und das dazwischenliegende Tiefland bedeckte. Die Moräne kann im Gelände unweit der Küste etwa 1 Kilometer westlich von Lonemore (bzw. 3 Kilometer nordwestlich von Gairloch) erstmals angetroffen werden. Sie wird in diesem Abschnitt durch Nord-streichende Geröllrücken und Tillgrenzen markiert. Es übernimmt dann ein 2 Kilometer langer, diskontinuierlicher, bis zu 4 Meter hoher Moränenrücken. Er streicht anfangs ebenfalls noch nach Norden, biegt aber dann nach Nordost ab. Just etwas östlich dieser Stelle enden zwei perlschnurförmige Esker, die bis zu 10 Meter an Höhe erreichen. Ab hier erfolgt ein erneuter Richtungswechsel in die Nordrichtung und auf den nächsten 4 Kilometern lösen diskontinuierliche Moränen- und Geröllrücken sodann einander ab. Nach Passieren sehr schöner kleinerer Moränenzüge wird der Verwerfungsfuß der Loch Maree Fault erreicht, an welchem die ehemalige Eisgrenze jetzt durch breite Tillrücken angezeigt wird. Diskontinuierliche Moränenrücken folgen dann auf einem Kilometer der Verwerfung nach Nordwesten und biegen dann erneut in die Nordrichtung. Etwa 1 Kilometer vor Erreichen der Nordküste wird die Moräne schließlich wieder geröllbetont.
In ihrer Anordnung ähnelt die Gairloch-Moräne sehr stark den Moränen des westgrönländischen Inlandeises bei Søndre Strømfjord. Beide haben gemein, dass sie über lang aushaltende Distanzen welliges Gelände durchziehen, jedoch dann schleifenförmig in größere Täler einbiegen.
Die generellen Eisbewegungen der Gairloch-Moräne waren nach Nordwesten erfolgt, nur der Südabschnitt bei Gairloch bewegte sich offensichtlich nach Westsüdwest.

## Äquivalente

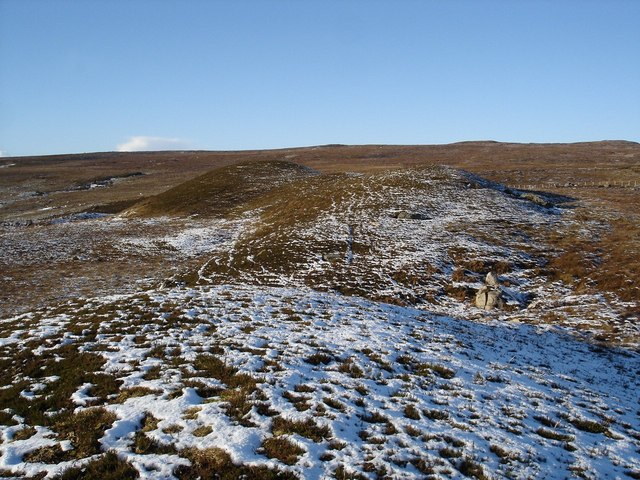
Diskontinuierliche Moränen am oberen River Sand

Zur Gairloch-Moräne äquivalent in ihrer geomorphologischen Ausbildung sind die Aultbea-Moräne, die  Redpoint-Moräne, die Applecross-Moräne sowie die Moränen am An Teallach und an der Südflanke vom Ben Mor Coigach. All diese Moränenzüge und Moränen definieren den Wester Ross Readvance. Am An Teallach kommt hinzu, dass zum Loch Lomond Readvance gehörende Moränen eindeutig WRR-Moränen überprägen und somit ihr jüngeres Alter unter Beweis stellen.

## Alter
Das absolute Alter der Gairloch-Moräne ist nicht restlos geklärt. Vertreter einer älteren Sichtweise platzieren den Moränenzug bei rund 16.000 Jahre vor heute. Forscher um Colin Ballantyne vertreten eine jüngere Auffassung. Ihnen zufolge ereignete sich der Wiedervorstoß in der Ältesten Dryaszeit (im Grönland-Interstadial GI-1d) um 14.000 bis 13.500 Jahre vor heute, möglicherweise auch erst um 13.000 Jahre vor heute.

## Zusammenschau
Die Persistenz und die Längenausdehnung der Wester-Ross-Moräne ist ein klarer geomorphologischer Befund für eine erneute Ausdehnung des schottischen Eisschildes im späten Devensian. Besonders deutlich sind die Zusammenhänge an der Gairloch-Moräne. Hier lassen sich sämtliche geomorphologischen Anzeichen für eine Eisrandlage beobachten – darunter Tillgrenzen (engl. drift limits), Geröll- und Tillrücken. Auch Esker können am Lobusrand als signifikante Geländeformen beobachtet werden. Die Umgebung von Gairloch ist somit die Schlüssellokalität für den Wester Ross Readvance. Die Auswirkungen des Eisvorstoßes sind natürlich auch anderswo ausgebildet, nur nicht immer so deutlich. Sehr interessant ist in diesem Zusammenhang der An Teallach, an dem die zum Loch Lomond Readvance gehörenden Moränen ältere, zum Wester Ross Readvance gehörende Geländeformen überprägen und somit ihr höheres Alter eindeutig belegen.